# Plasma-etsen
Plasma-etsen, ook wel droog etsen genoemd, is het proces waarmee met behulp van een plasma een deel van de bovenste laag van een substraat of basismateriaal wordt verwijderd bij relatief lagere temperatuur.

## Algemeen
Dit proces wordt vaak toegepast bij de productie van chips en halfgeleiders. Hierbij wordt een substraat(wafer), die geprepareerd is met een fotogevoelig materiaal dat bestand is tegen het plasmaprocedé en belicht via fotolithografie, in een plasma gebracht en hierin bewerkt door gassen toe te voeren. Door dit procedé wordt een deel van de dunne bovenlaag weggeëtst waardoor een patroon hierop wordt verkregen (sporen).

## Proces
Allereerst wordt er een substraat in een proceskamer gebracht. Deze kamer kan een temperatuur hebben tot ongeveer 200°C. Daarin wordt een laagvacuüm (rond de 10 Pa) gecreëerd. Vervolgens wordt een mengsel van specifieke etsgassen, afhankelijk van het materiaal van de te etsen laag, in de proceskamer toegelaten, terwijl gelijktijdig tussen elektroden een plasma wordt gecreëerd. Overtollige gassen inclusief de vrijkomende gassen worden afgevoerd door de vacuüminstallatie.
Bij het proces wordt vaak gebruikgemaakt van spectroscopie, waarbij in het plasma gekeken wordt naar de golflengte van het licht in de vrijkomende stoffen/gassen van de te etsen laag óf van de juist niet te etsen onderliggende laag. Hiermee kan men het einde van het proces (EOP) vaststellen.
Het plasma-etsen kan op verschillende manieren plaatsvinden.

### Fysisch
De fysische methode gebeurt via een ionenbombardement, waardoor geladen gasatomen (ionen) door de plasmaontlading op het substraat worden geslagen (bijvoorbeeld sputteren). Deze vorm van etsen gebeurt anisotroop, ofwel loodrecht op het substraatoppervlak. Ze is niet-selectief voor het te etsen materiaal, waardoor het gehele blootgestelde oppervlak even snel wordt geëtst. Hierdoor worden rechtstandige sporen geëtst in het oppervlak.

### Chemisch
Bij de chemische methode vindt er een chemische reactie plaats op het oppervlak, waarbij door plasmaontlading ontstane radicalen met het substraatoppervlak reageren. Deze vorm van etsen is isotroop en hoog-selectief voor het oppervlaktemateriaal, waarbij de combinatie gas/oppervlakmateriaal de etssnelheid bepaalt. Hierdoor kan de selectiviteit van de onder elkaar liggende te etsen lagen worden beïnvloed. Door deze methode ontstaan komvormige sporen.

### Chemisch–fysisch

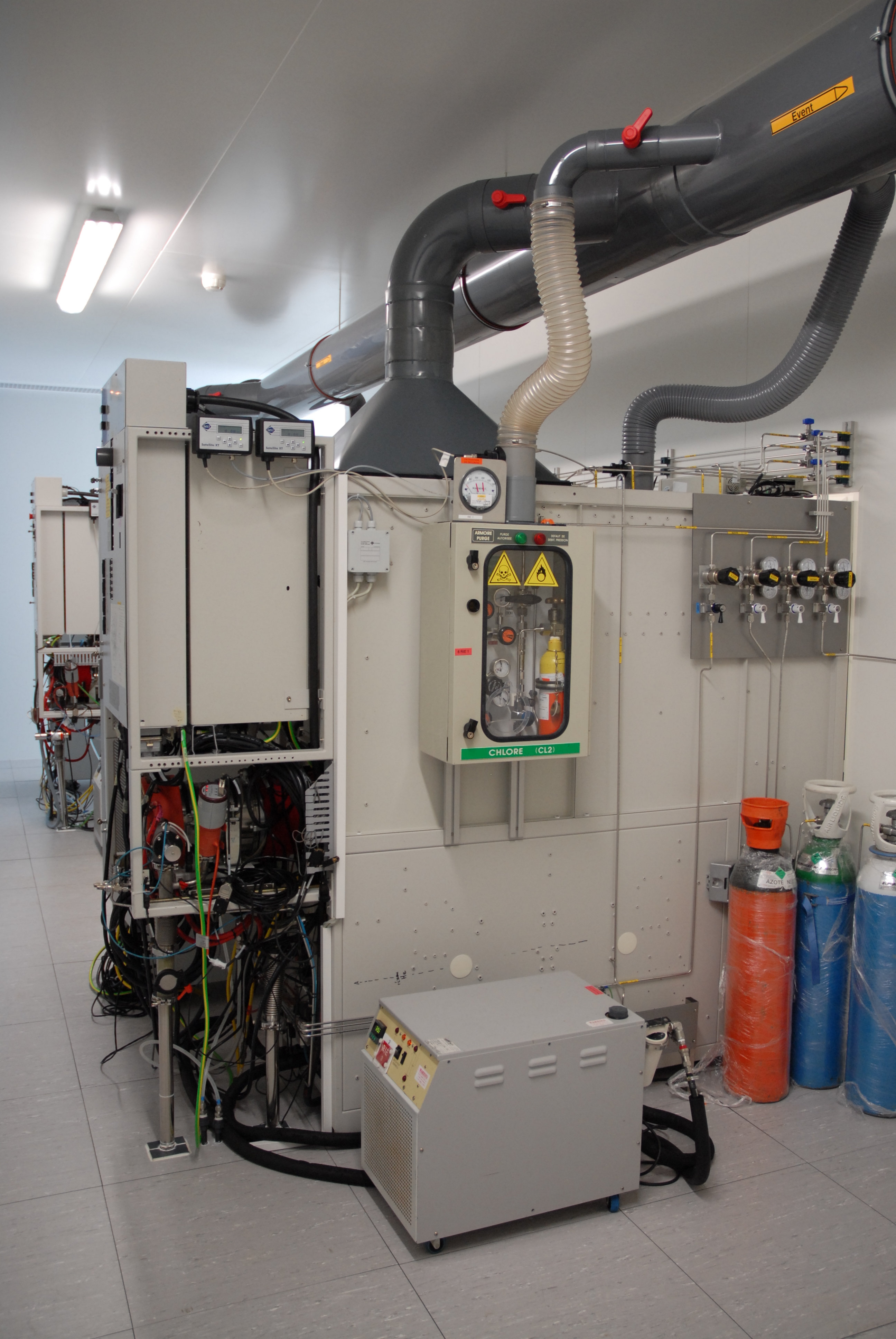
Toestel voor etsen met reactieve ionen.

Ten slotte kan er een combinatie van bovengenoemde fysieke en chemische effecten gebruikt worden, zoals met Reactieve Ionen-etsen (RIE). Deze methoden bereiken verschillende etsprofielen van het oppervlak. Hierdoor wordt een combinatie van rechte en komvormige sporen verkregen. Een vaak gebruikte combinatie hierbij is eerst het toepassen van de fysische component (het maken van de verticale sporen) en te eindigen met de chemische component (het stoppen van de etsprocedure op het niet te etsen onderliggende oppervlak).

## Proceskamer

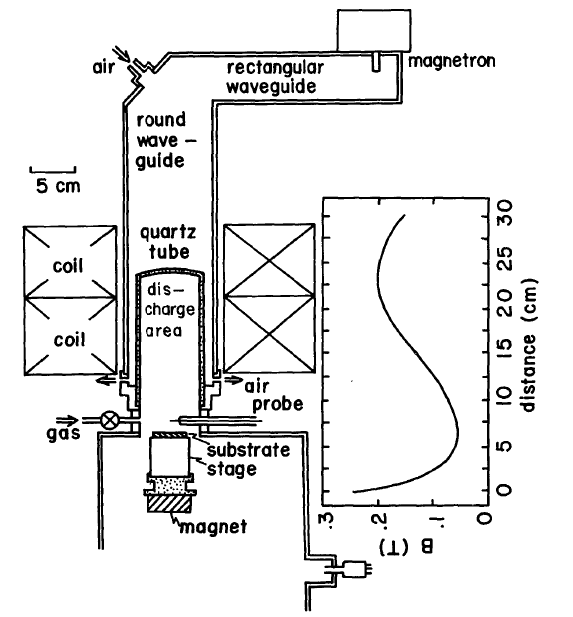
Toestel voor microgolfplasma-etsen

De installatie bestaat uit een proceskamer, frequentiegenerator (microgolven) en vacuüminstallatie. De proceskamer heeft twee elektrodes, waarvan de ene vaak door een frequentiegenerator wordt aangestuurd. Een van beide fungeert vrijwel altijd als substraathouder, maar het substraat kan ook buiten het plasma worden geplaatst in de afterglow. Een dergelijk proces wordt onder andere toegepast bij het verwijderen van de fotogevoelige laag om mogelijke beschadiging aan het substraat te minimaliseren.